# 西山乡 (互助县)
西山乡，是中华人民共和国青海省海东市互助土族自治县下辖的一个乡镇级行政单位。

## 行政区划
西山乡下辖以下地区：
和平村、郭家沟村、刘家沟村、麻莲滩村、邵代村、铁家村、湾地村、王家沟村、王家山村、王家庄村、西沟底村、西沟坪村、牙合村、杨徐村、张家沟村、郑家山村和东山村。